# Nesiosphaerion insulare
Nesiosphaerion insulare är en skalbaggsart som först beskrevs av White 1853.  Nesiosphaerion insulare ingår i släktet Nesiosphaerion och familjen långhorningar. Inga underarter finns listade i Catalogue of Life.